# Kurowo (województwo podlaskie)
Kurowo – wieś w woj. podlaskim, w pow. wysokomazowieckim, w gminie Kobylin-Borzymy.
W latach 1975–1998 miejscowość administracyjnie należała do województwa białostockiego.
Siedziba Narwiańskiego Parku Narodowego.
Wierni kościoła rzymskokatolickiego należą do parafii Wniebowzięcia Najświętszej Maryi Panny w Waniewie.

## Historia

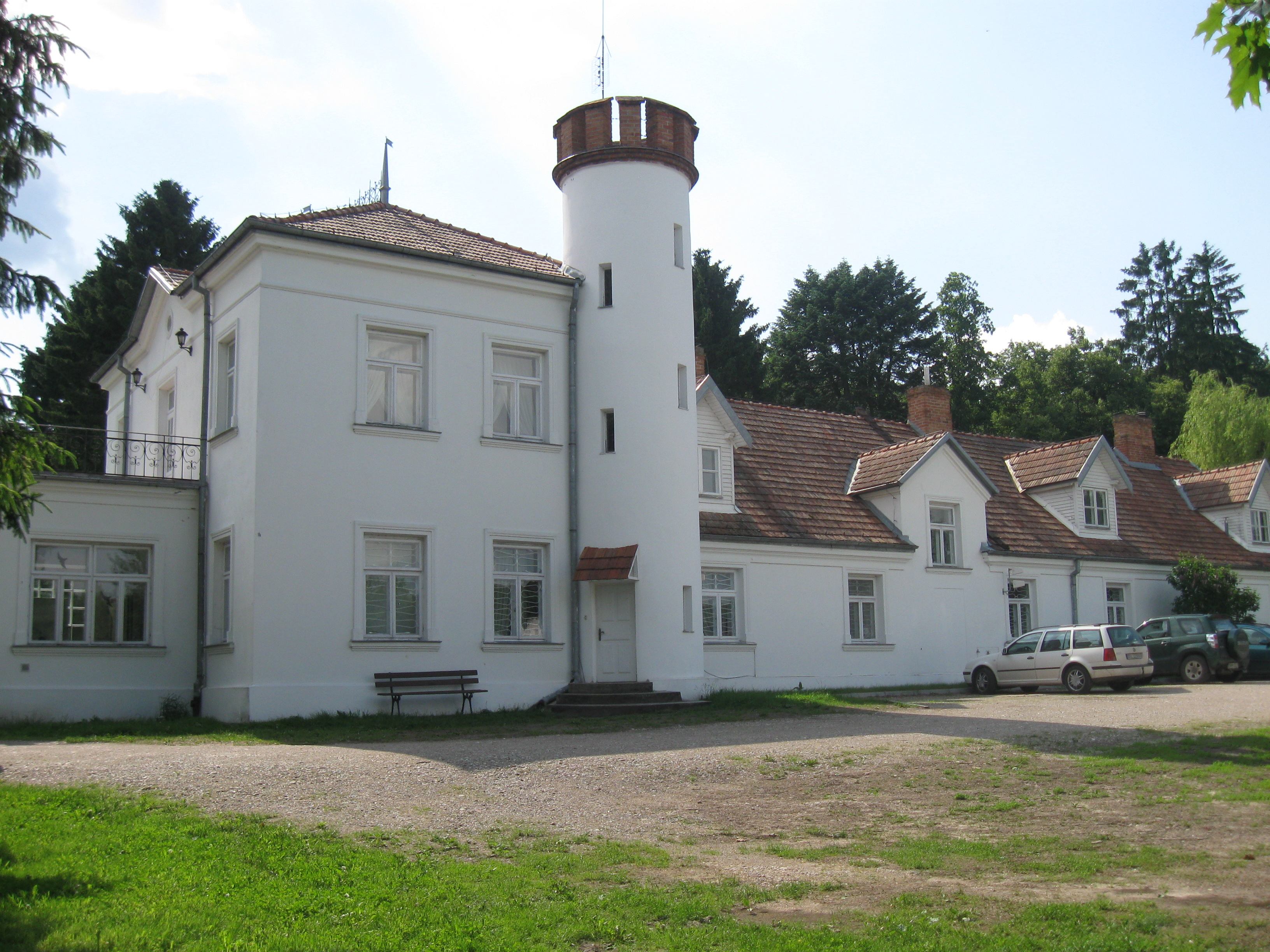
Dwór w Kurowie

Założone najprawdopodobniej na początku XV w. Początkowo wieś ruska. Położona na zachodnim brzegu Narwi, przy ujściu rzeczki Kurówki.
Znani właściciele Kurowa:
- w roku 1444 Rygiel z Kurowa występuje w sporze granicznym z właścicielami Kobylina
- w 1509 należała do dóbr waniewskich Mikołaja Radziwiłła, nadanych przez króla Zygmunta Starego
- Olelkowiczowie, książęta słuccy
- od 1590 własność Pawła Szczawińskiego, starosty bielskiego i kasztelana łęczyckiego. Prawnuk wymienionego, Stanisław wzmiankowany w roku 1669
- w roku 1676 współwłaścicielami byli Tomasz Kalinkiewicz i Kurzeniecki, którzy poślubili córki Szczawińskich
- przez kilka lata dobra kurowskie posiadali bracia Mikołaj i Wilhelm Orsetti
- od 1680 całość własnością Wilhelma Orsetti. W posiadaniu tej rodziny do roku 1832
- w 1832 odkupione przez Stefana Rostworowskiego, żonatego z wdową po Adamie Orsettim. Adam Rostworowski właścicielem majątku do 1870 r.
- w 1919 – Franciszek Kołodziejski
- w 1932 roku majątek rozparcelowany? przez Bank Rolny?[6]

W XVII wieku Kurowo stało się ośrodkiem samodzielnych dóbr.
Słownik Geograficzny Królestwa Polskiego i innych Krajów Słowiańskich podaje, iż Kurowo folwark, powiat mazowiecki, gmina Kowalewszczyzna, parafia Waniewo. W 1827 r. 3 domy, 16 mieszkańców Folwark Kurowo z wsią Pszczółczyn, rozległy mr. 1419: grunta orne i ogrody mr. 673, łąk mr. 356, pastwiska mr. 137, wody mr. 22, lasu mr. 220, nieużytki i place mr. 11, budynków murowanych. 3 z drzewa 12, płodozmian 11 -polowy, wiatrak. Wieś Pszczółczyn os, 42 z gruntem mr. 966.
W 1865 r. majątek liczył 1769 morgów (ok. 990 ha).
W roku 1921 folwark Kurowo. Naliczono tu 6 budynków z przeznaczeniem mieszkalnym oraz 160 mieszkańców (74 mężczyzn i 86 kobiet). Narodowość polską podało 151 osób, a białoruską 9.
Po przeprowadzonej parcelacji, w ramach reformy rolnej, majątek obejmował: dwór wraz z parkiem, budynki mieszkalne pracowników, budynki gospodarcze i ok. 200 ha użytków rolnych, łąk, wód i nieużytków.
W czasie II wojny światowej Kurowo zostało zajęte przez Armię Czerwoną, gospodarstwo przekształcono w kołchoz, a w dworku utworzono sierociniec. Od 1941 r. majątkiem zarządzała administracja niemiecka.
Wojnę przetrwały wszystkie budynki mieszkalne i gospodarcze. Nienaruszony pozostał również park i stojący w pobliżu młyn wraz z towarzyszącymi budynkami.
Od 25 września 1954 r. miejscowość wchodziła do Gromady Pszczółczyn, a od 31 grudnia 1959 – 1 stycznia 1973 r. do Gromady Kobylin-Borzymy.
W 1988 r. dwór z otaczającym go parkiem został przejęty przez Narwiański Park Krajobrazowy przekształcony następnie w park narodowy. Od 1996 r. w dworku mieści się siedziba Narwiańskiego Parku Narodowego.
W Kurowie na terenie dawnego zespołu dworskiego już od wielu lat odbywa się Biesiada Miodowa.

## Obiekty zabytkowe

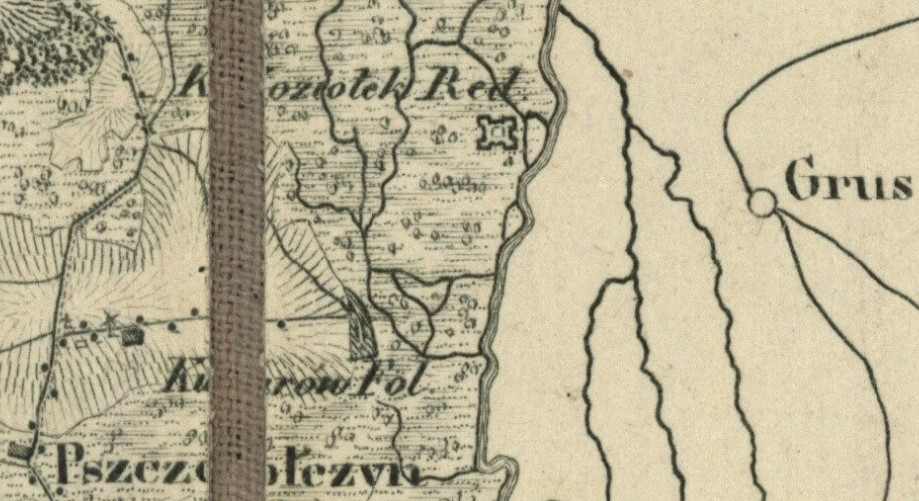
Reduta Koziołek oraz Kurowo Folwark na Topograficznej Karcie Królestwa Polskiego z 1839 r.

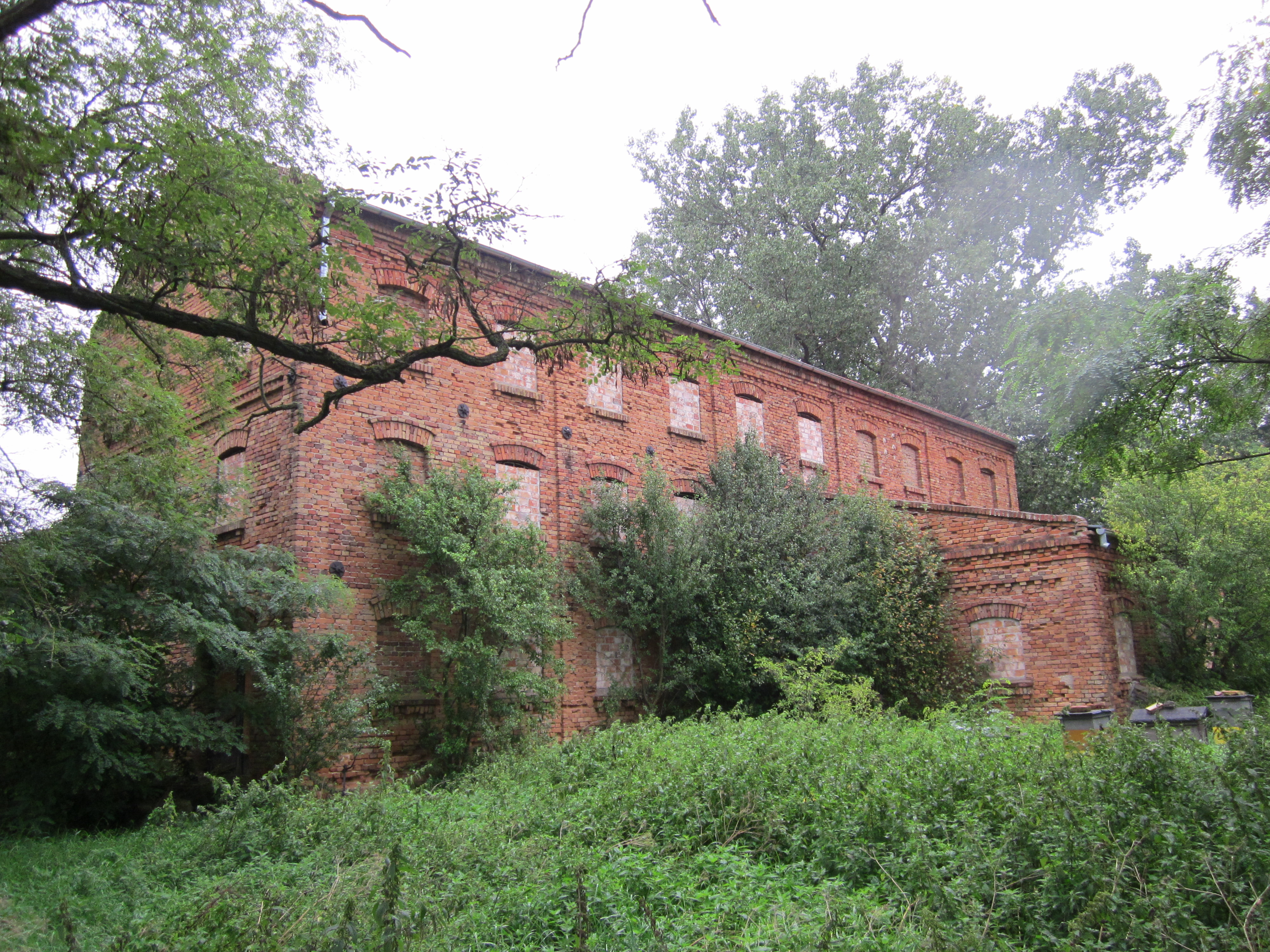
Młyn motorowy z 1925 r.

- murowany, parterowy dwór w Kurowie wzniesiony prawdopodobnie pod koniec XIX w. Po roku 1920 rozbudowany, powiększony o jedno przęsło od zachodu. Od wschodu dobudowano piętrową część z parterową przybudówką, mieszczącą na dachu taras z okrągłą wieżą zakończoną krenelażem. Właścicielem majątku był wtedy Franciszek Kołodziejski. Po II wojnie był siedzibą Zakładu Hodowli Roślin Ogrodniczych
- park ogrodzony kamiennym ogrodzeniem z wymurowaną w XX w. bramą
- zabudowania folwarczne z połowy XIX w., murowane z kamienia
- w widłach Kurówki i Narwi zachowana szczątkowo Reduta Koziołek zbudowana przez wojska polskie hetmana litewskiego Pawła Sapiehy w czasie oblężenia przez Szwedów zamku w Tykocinie[6]